# CineMerit Award
De CineMerit Award is een filmprijs die sinds 1997 elk jaar in München wordt uitgereikt tijdens het Filmfestival van München. De prijs is bedoeld om internationale filmmakers te eren vanwege hun prestaties in de filmsector. De prijs bestaat uit een beeld ontworpen door de beeldhouwster Gabriela von Habsburg. Het bijbehorende  onderscheidingsymbool is ontworpen door de Ulmse kunstenaar Felix Burgel en wordt sinds 2008 gepresenteerd. Daarnaast worden op het festival films uit de carrière van de prijswinnaar vertoond en door henzelf gepresenteerd.

## Prijswinnaars
- 1997: Susan Sarandon, actrice; Jules Dassin, regisseur, acteur, auteur
- 1998: Eric Pleskow, producent; Francesco Rosi, directeur
- 1999: Marin Karmitz, producent
- 2000: Miloš Forman, regisseur
- 2001: Jacqueline Bisset, actrice; Manoel de Oliveira, directeur
- 2002: Barbara Hershey, actrice
- 2003: Geraldine Chaplin, actrice
- 2004: Alan Parker, regisseurMelanie Griffith ontvangt de prijs uit handen van de Beierse minister van Financiën Markus Söder (midden) in 2012
- 2005: Mario Adorf, acteur
- 2006: Barry Levinson, regisseur

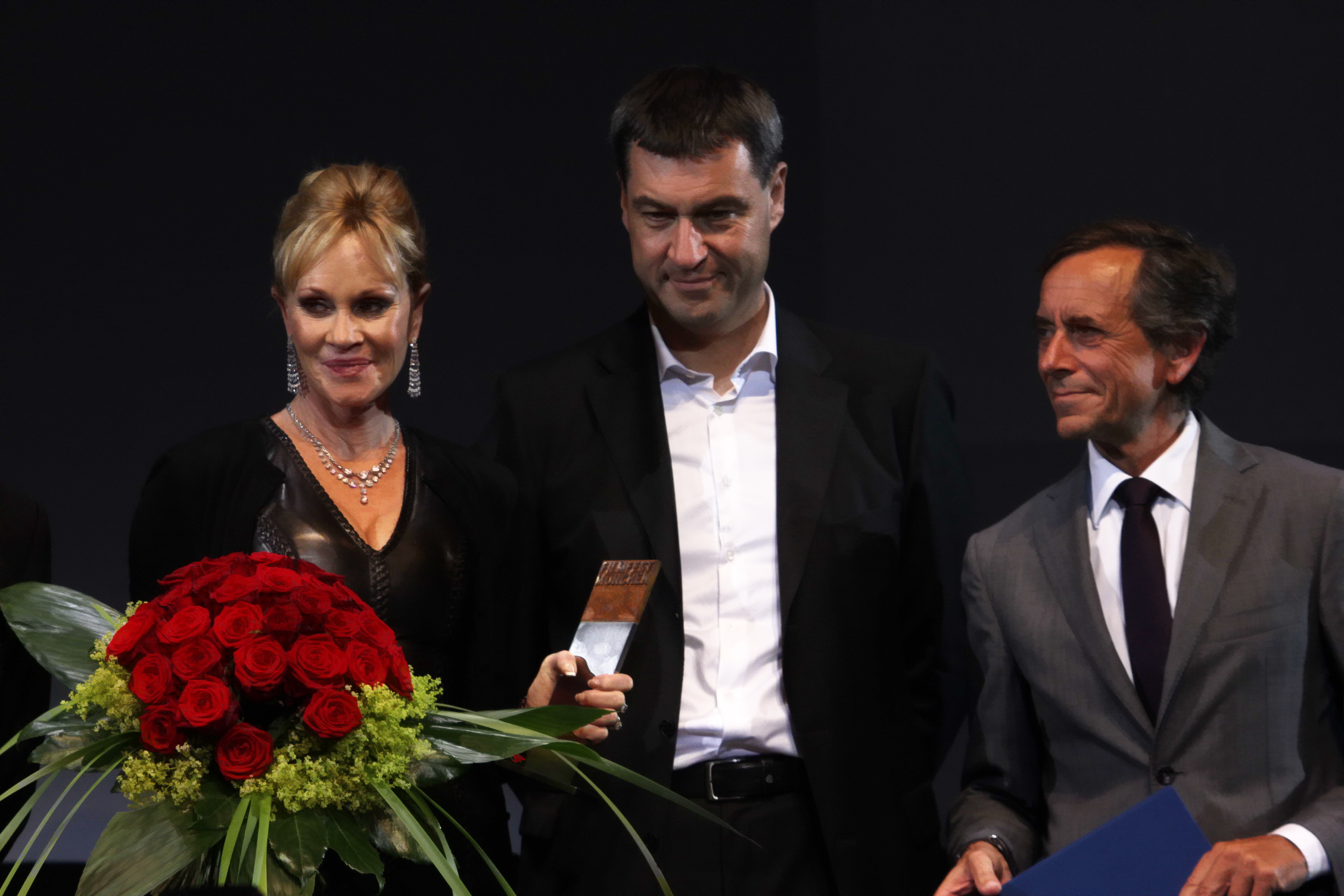
Melanie Griffith ontvangt de prijs uit handen van de Beierse minister van Financiën Markus Söder (midden) in 2012

- 2007: William Friedkin, regisseur, schrijver, producent; Kevin Kline, acteur
- 2008: Julie Christie, actrice
- 2009: Michael Haneke, regisseur
- 2010: Abbas Kiarostami, directeur; Mads Mikkelsen, acteur
- 2011: Otar Iosseliani, regisseur; John Malkovich, acteur
- 2012: Melanie Griffith, actrice
- 2013: Michael Caine, acteur
- 2014: Isabelle Huppert, actrice; Udo Kier, actrice
- 2015: Rupert Everett, acteur; Jean-Jacques Annaud, regisseur
- 2016: Ellen Burstyn, actrice
- 2017: Bryan Cranston, acteur
- 2018: Emma Thompson, actrice; Terry Gilliam, filmregisseur, scenarioschrijver en acteur
- 2019: Ralph Fiennes, acteur en regisseur; Antonio Banderas, acteur
- 2021: Senta Berger, actrice, Robin Wright, actrice
- 2022: Alba Rohrwacher, actrice
- 2023: Barbara Sukowa, actrice
- 2024: Jessica Lange, actrice, Kate Winslet, actrice

## Weblink
- CineMerit Award op de website van Filmfest München